# إيكو كويزومي
إيكو كويزومي (1 سبتمبر 1973 في اليابان - ) (بالكانا:こいずみ えいこ) هي لاعبة كرة طائرة يابانية. شاركت في دورة الألعاب الآسيوية 2006.

## وصلات خارجية
- إيكو كويزومي على موقع قاعدة بيانات الكرة الطائرة الشاطئية (الإنجليزية)